# Freno sobre la transmisión

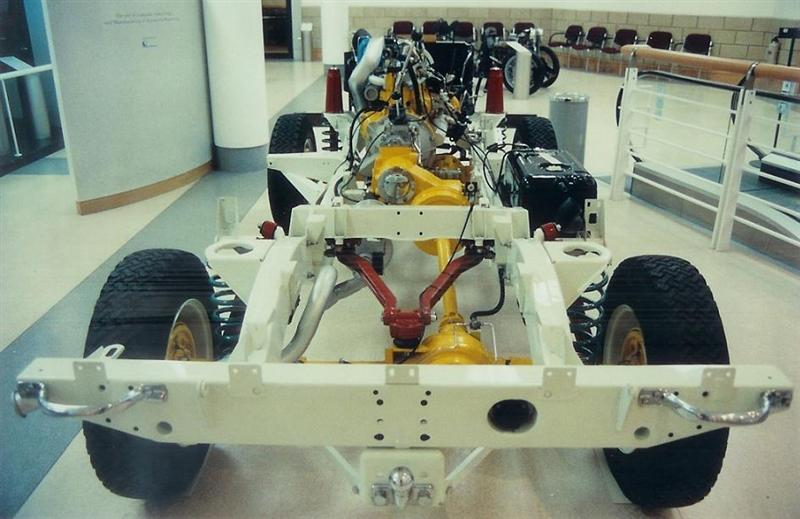
Chasis rodante de un Land Rover Defender, con la transmisión pintada en amarillo. El freno de la transmisión es el tambor amarillo, en la parte trasera derecha de la caja de transferencia

Un freno sobre la transmisión (o también freno de transmisión o freno de estacionamiento de la línea motriz) es un tipo de freno de un vehículo automóvil que se aplica sobre la transmisión en lugar de a las ruedas.

## Características
Históricamente, algunos de los primeros automóviles los usaban como frenos de conducción normal, y a menudo tenían frenos de rueda en un solo eje. En los vehículos modernos este tipo de frenos no son habituales, y solo son incorporados por algunas marcas, como Land Rover en sus vehículos todoterreno ligeros. Los frenos de transmisión simples también se pueden encontrar en vehículos grandes, como el freno de estacionamiento de un solo disco de 16 pulgadas utilizado en el Transporte de tanques M19 de la Segunda Guerra Mundial. Este sistema también se utilizó en el HMMWV.
El freno de transmisión se suele utilizar exclusivamente como freno de estacionamiento o como freno de mano. Los frenos que actúan sobre las ruedas para reducir la marcha del vehículo (originalmente frenos de tambor, ahora casi siempre frenos de disco) siguen siendo la solución universalmente empleada. Los manuales de utilización generalmente advierten de que el uso del freno de transmisión con el vehículo en marcha no es recomendable, ya que no es lo suficientemente potente ni lo suficientemente robusto, y por lo tanto, no funcionará de manera efectiva e incluso puede dañarse al intentar detener un vehículo en movimiento.
Los frenos de transmisión utilizan un freno de tambor en lugar de un freno de disco, ya que están diseñados como un freno de estacionamiento estático, en lugar de un freno dinámico de alto rendimiento. Los frenos de tambor permiten un ajuste más sencillo con mecanismos de palanca manual accionados por cable. El freno está montado en el eje de salida trasero de la caja de transferencia.
Como está montado en el interior del sistema de propulsión, el freno gira relativamente más rápido, pero con menos par, que un freno de rueda. El freno de transmisión, aparentemente de tamaño insuficiente, tiene más capacidad de sujeción de lo que su pequeño tamaño podría sugerir, pero es menos adecuado para disipar cargas. Las fuerzas de frenado también pasarían a través del eje de transmisión, con posible riesgo de sobrecargarlo.
Una ventaja del freno de transmisión es que bloquea todo el tren motriz, incluidas las cuatro ruedas en el caso de un vehículo 4x4. Sin embargo, cualquier mecanismo diferencial, ya sea dentro de un eje o entre el eje trasero y el delantero (en un vehículo 4×4 permanente) aún puede permitir el movimiento. Por esta razón, un freno de transmisión es conveniente como freno de estacionamiento, pero no se debe confiar en él si un mecánico va a trabajar debajo del vehículo, y en su lugar se deben usar calzos en las ruedas. Una segunda ventaja es que eliminan la necesidad de instalar cables de conexión a los frenos de las ruedas, donde pueden ser propensos a sufrir daños especialmente en los en vehículos todoterreno.

## Transmisiones automáticas

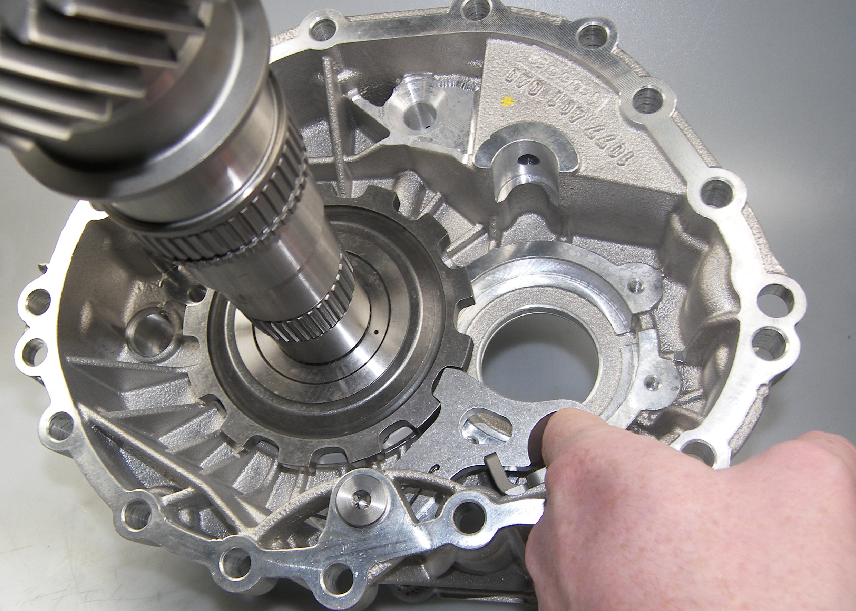
Freno de transmisión de trinquete, dentro de una transmisión automática.

Una forma de freno de transmisión se instala comúnmente en los vehículos de transmisión automática. Estos frenos utilizan un sistema de embrague de empuje o trinquete, en lugar de un sistema de fricción. Por lo tanto, proporcionan un bloqueo simple y positivo cuando están estacionados, pero no pueden (o al menos, «no deberían») activarse cuando están en movimiento.
En los Estados Unidos, es la forma convencional del freno de mano, lo que hace que este último dispositivo se ignore casi por completo y se considere solo como el freno de «emergencia».